# Gonomyia (Leiponeura) sublustralis
Gonomyia (Leiponeura) sublustralis is een tweevleugelige uit de familie steltmuggen (Limoniidae). De soort komt voor in het Neotropisch gebied.